# Marianne Abele-Horn
Marianne Abele-Horn (* 27. November 1947 in  Göppingen) ist eine emeritierte deutsche Professorin für Medizin an der Universität Würzburg.

## Leben
Abele-Horn studierte Pharmazie an den Universitäten Tübingen und Erlangen und erlangte im Jahre 1973 ihre Approbation als Apothekerin. 1977 wurde sie über Angiotensin I und Angiotensin II zum Doktor der Naturwissenschaften am Fachbereich Pharmakologie der Universität Freiburg promoviert, wo sie zeitgleich das Studium der Humanmedizin aufnahm. 1980 wurde sie als Ärztin approbiert und schloss ihre Promotion zum Doktor der Medizin ab.
Im Jahre 1999 wechselte sie an das Institut für Hygiene und Mikrobiologie der Universität Würzburg, habilitierte sich dort 1999 und wurde im Jahre 2006 zur außerplanmäßigen Professorin berufen. Sie verblieb dort bis zu ihrem Ruhestand im Jahre 2013.
Sie ist mit dem Juristen W. Horn verheiratet und hat drei Kinder.

## Wirken
Ihr Forschungsgebiet ist die klinische Mikrobiologie, insbesondere die antimikrobielle Therapie. Sie ist Mit-Herausgeberin der Mikrobiologisch-infektiologischen Qualitätsstandards (MiQs).

## Veröffentlichungen (Auswahl)
- Antimikrobielle Therapie. Entscheidungshilfen zur Behandlung und Prophylaxe von Infektionskrankheiten. Unter Mitarbeit von Werner Heinz, Hartwig Klinker, Johann Schurz und August Stich, 2., überarbeitete und erweiterte Auflage. Peter Wiehl, Marburg 2009, ISBN 978-3-927219-14-4.

## Auszeichnungen
- 1993 und 2000: jeweils Research Award der Deutschen Gesellschaft für Pädiatrische Infektiologie
- 2000: Lectureship Award der International Organization for Mycoplasmology
- 2023: Ferdinand-Cohn-Medaille der Deutschen Gesellschaft für Hygiene und Mikrobiologie[4]